# Echinopsis aurea
Echinopsis aurea ist eine Pflanzenart aus der Gattung Echinopsis in der Familie der Kakteengewächse (Cactaceae). Das Artepitheton aurea stammt aus dem Lateinischen und bedeutet ‚gelb‘.

## Beschreibung
Echinopsis aurea wächst einzeln oder bildet Gruppen. Die kugelförmigen bis kurz zylindrischen, dunkelgrünen Triebe erreichen bei Durchmessern von 4 bis 6 Zentimetern Wuchshöhen von 5 bis 10 Zentimeter. Es sind 14 bis 15 scharfe, deutliche Rippen vorhanden, die durch tiefe Furchen voneinander getrennt sind. Die darauf befindlichen bräunlichen Areolen stehen bis zu 1 Zentimeter voneinander entfernt. Aus ihnen entspringen bräunliche oder zur Triebbasis hin auch schwarze Dornen, die gelblich gespitzt sind. Die in der Regel vier kräftigen, häufig abgeflachten Mitteldornen sind 2 bis 3 Zentimeter lang. Die acht bis zehn ausgebreiteten Randdornen weisen eine Länge von bis zu 1 Zentimeter auf.
Die meist glänzend zitronengelben, seltener weißen oder roten Blüten erscheinen zu mehreren seitlich an den Trieben und öffnen sich am Tag. Sie sind bis zu 9 Zentimeter lang und erreichen einen Durchmesser von 8 Zentimetern. Die eiförmigen Früchte sind halbtrocken und reißen auf.

## Verbreitung, Systematik und Gefährdung
Echinopsis aurea ist in den argentinischen Provinzen Salta, Santiago del Estero, Catamarca, La Rioja, San Luis und Córdoba in Höhenlagen von 500 bis 1500 Metern weit verbreitet.
Die Erstbeschreibung durch Nathaniel Lord Britton und Joseph Nelson Rose wurde 1922 veröffentlicht. Nomenklatorische Synonyme sind Lobivia aurea (Britton & Rose) Backeb. (1934), Pseudolobivia aurea (Britton & Rose) Backeb. (1951), Salpingolobivia aurea (Britton & Rose) Y.Itô (1957), Hymenorebutia aurea (Britton & Rose) F.Ritter (1980) und Lobivia shaferi subsp. aurea (Britton & Rose) E.Herzog (1985).
Es werden folgende Unterarten unterschieden:
- Echinopsis aurea subsp. aurea
- Echinopsis aurea subsp. albiflora (Rausch) Lodé
- Echinopsis aurea subsp. dobeana (Dölz) Lodé
- Echinopsis aurea subsp. fallax (Oehme) M.Lowry
- Echinopsis aurea subsp. leucomalla (Wessner) Schlumpb.
- Echinopsis aurea subsp. shaferi (Britton & Rose) M.Lowry

In der Roten Liste gefährdeter Arten der IUCN wird die Art als „Least Concern (LC)“, d. h. als nicht gefährdet geführt.

## Nachweise